# Nothofagus glauca
Espèce
Synonymes
- Fagus glauca Phil.[1]
- Fagus glauca Philippi[2]
- Lophozonia glauca (Phil.) Heenan & Smissen (préféré par BioLib)[2]
- Lophozonia glauca (Phil.) Heenan & Smissen (préféré par NCBI)[3]
- Lophozonia glauca (Phil.) Heenan & Smissen[4]
- Nothofagus glauca (Phil.) Krasser[2]
- Nothofagus glauca[3]
- Nothofagus megalocarpa Reiche[1]

Statut de conservation UICN

 VU A2c : Vulnérable
Nothofagus glauca est une espèce de plantes de la famille des Nothofagaceae.

## Publication originale
- Annalen des Kaiserlich-Königlichen Naturhistorischen Hofmuseums 11: 163. 1896.